# Adrián Menéndez-Maceiras
Adrián Menéndez-Maceiras (ur. 28 października 1985 w Marbelli) – hiszpański tenisista.

## Kariera tenisowa
Zawodowym tenisistą został w 2005 roku. Wygrał cztery turnieje o randze ATP Challenger Tour. W drabince głównej rozgrywek wielkoszlemowych zadebiutował podczas Wimbledonu 2012, przechodząc najpierw przez eliminacje. W pierwszej rundzie turnieju głównego przegrał z Michaelem Russellem.
W rankingu gry pojedynczej najwyżej był na 111. miejscu (8 czerwca 2015), a w klasyfikacji gry podwójnej na 104. pozycji (19 marca 2012).

### Zwycięstwa w turniejach ATP Challenger Tour w grze pojedynczej
| Końcowy wynik | Nr | Data            | Turniej         | Nawierzchnia | Przeciwnik      | Wynik finału  |
| ------------- | -- | --------------- | --------------- | ------------ | --------------- | ------------- |
| Zwycięzca     | 1. | 8 lipca 2007    | Kordoba         | Twarda       | Dudi Sela       | 6:4, 0:6, 7:5 |
| Zwycięzca     | 2. | 2 kwietnia 2017 | León            | Twarda       | Roberto Quiroz  | 6:4, 3:6, 6:3 |
| Zwycięzca     | 3. | 20 maja 2017    | Samarkanda      | Ceglana      | Aldin Šetkić    | 6:4, 6:2      |
| Zwycięzca     | 4. | 5 maja 2018     | Puerto Vallarta | Twarda       | Danilo Petrović | 1:6, 7:5, 6:3 |